# Droga krajowa B238 (Niemcy)
Droga krajowa 238 (niem. Bundesstraße 238, B 238) – niemiecka droga krajowa przebiegająca  z północy na południe od skrzyżowania z drogą B83 koło Steinbergen w Dolnej Saksonii do skrzyżowania z drogą B239 w Detmold w Nadrenii Północnej-Westfalii.